# Velká Albánie

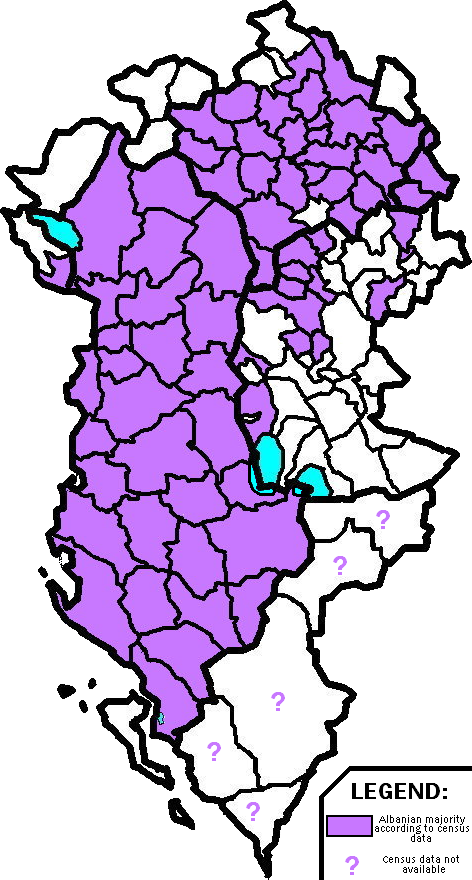
Rozsah „Velké Albánie“, fialově jsou vyznačena místa, kde je více než polovina obyvatel albánská

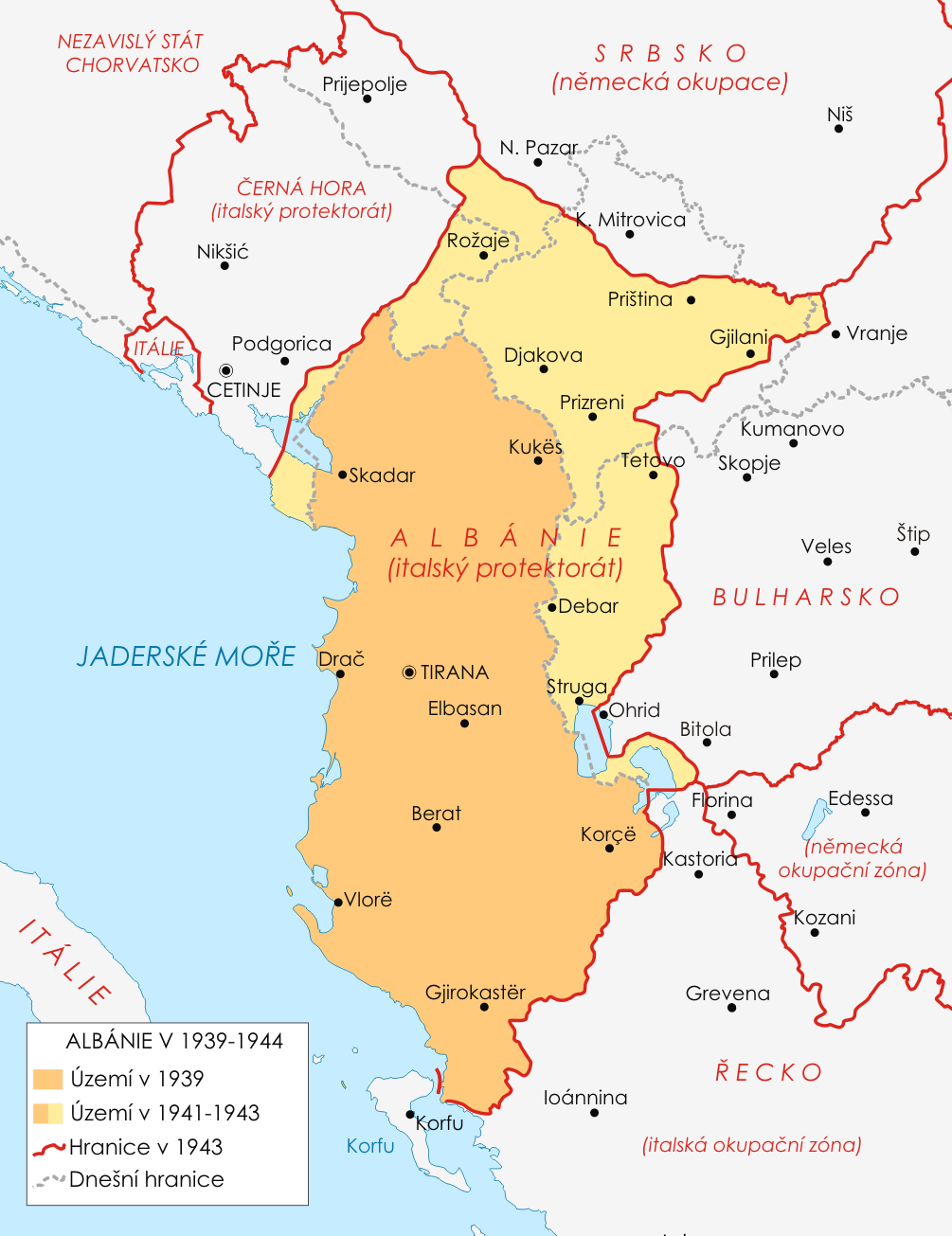
Itálií kontrolované Albánské království, v hranicích od roku 1941

Velká Albánie či též Etnická Albánie, (albánsky: Shqipëria e Madhe a Shqipëria Etnike) je označení pro území, která albánští nacionalisté považují za náležící Albánii. 

## Rozsah
Velká Albánie zahrnuje jižní území Černé Hory (město Ulcinj apod.), celé Kosovo, část Srbska, téměř polovinu Severní Makedonie a severozápad Řecka. Jsou to území, v nichž Albánci tvoří menšiny či dokonce většiny obyvatelstva. Do některých z nich přišli ve 20. století, utíkajíce před chudobou komunistické Albánie.

## Názory na dopady Velké Albánie
Existuje názor, že idea Velké Albánie je častým důvodem ke sporům mezi Albánci, kteří žijí mimo území Albánie, a původními obyvateli inkriminovaných oblastí. Kritici albánského separatismu též připomínají obsazení Albánie fašistickou Itálií a rozšíření země o část dnešní Černé Hory, Kosova, část Srbska a Severní Makedonie. Tvrdí, že to byla de facto snaha o uskutečnění plánů Velké Albánie. Tato území byla po druhé světové válce navrácena Jugoslávii. V souvislosti jednostranného vyhlášení nezávislosti Kosova v únoru 2008 někteří opět připomínají tyto snahy. Kosovská nezávislost byla uznána USA a většinou evropských zemí, například Spojeným královstvím, Itálií, Německem, Francií, Českem či Maďarskem. Naopak Slovensko, Řecko, Rumunsko, Španělsko, Kypr, Brazílie, Rusko, Indie nebo Čína nezávislost Kosova neuznaly.

#### „Velké“ koncepty
- Velké Maďarsko
- Velké Srbsko
- Velká Albánie
- Velké Bulharsko
- Velké Řecko
- Velké Rumunsko